# Down (Leo Gassmann)
Down è un singolo del cantautore italiano Leo Gassmann, pubblicato il 28 maggio 2021.

## Video musicale
Il videoclip ufficiale del brano, diretto da Simone Mastronardi, è stato caricato l'11 giugno 2021 sul canale YouTube del cantante.

## Tracce
1. Down – 2:57